# Super Junior
I Super Junior (슈퍼주니어?, conosciuti anche come SJ o SuJu) sono un gruppo musicale sudcoreano.
Il gruppo, nato con il nome di "Super Junior '05" come progetto di band a rotazione dell'etichetta e agenzia di talenti sudcoreana SM Entertainment, debutta nel 2005 e conta inizialmente dodici componenti: Leeteuk, Heechul, Han Geng, Yesung, Kibum, Kang-in, Shindong, Sungmin, Eunhyuk, Donghae, Siwon, Ryeowook e Kyuhyun che si unirà al gruppo solamente nel 2006, quando la formazione dei componenti del gruppo diventerà fissa e la band prenderà il nome definitivo di Super Junior.
I Super Junior hanno pubblicato o contribuito a 20 differenti tipi di registrazioni di vario successo.

## Storia

### 2000-2005: Formazione e debutto
Nel 2000, la SM Entertainment sostiene le sue prime audizioni all'estero a Pechino, in Cina, dove Hangeng verrà selezionato tra tremila concorrenti. Quello stesso anno Leeteuk, Yesung ed Eunhyuk vengono selezionati ai casting di Seul. Sungmin e Donghae entreranno alla SM Entertainment dopo avere vinto nel 2001 un concorso sponsorizzato dalla casa discografica. Nel 2002 si uniranno anche Heechul, Kangin e Kibum, scoperto in California da un agente di scouting. Siwon diventerà un tirocinante nel 2003 e Shindong nel 2004. Ryeowook vince nel 2004 alla competizione canora Chin Chin Youth Festival ed entrerà a fare parte dell'agenzia solo due mesi prima del debutto del gruppo, nel 2005. Kyuhyun si unirà alla band solamente nel 2006, dopo avere vinto il Chin Chin Youth festival dell'edizione 2005.
Il gruppo nasce come idea dell'amministratore delegato Lee Soo-man, che nel 2005 annuncia il progetto della creazione di un gruppo, composto di 12 elementi, nella quale la formazione dei componenti avrebbe dovuto cambiare stagionalmente, in modo da avere sempre cantanti giovani e nuovi tra le sue file. Questo concetto, derivato dal gruppo femminile giapponese Morning Musume, fu introdotto per la prima volta nel mondo del K-Pop.
Il gruppo debutta sul canale SBS nel programma Popular Song il 6 novembre 2005, esibendosi con la canzone “Twins (Knock Out)”. Il singolo fu dapprima venduto in formato digitale assieme ad altre quattro tracce l'8 novembre seguente e poi pubblicato nell'album di debutto Superjunior05 (Twins), uscito il 6 dicembre 2005.

### 2006-2008
Oltre che grazie ai successi commerciali, la popolarità dei Super Junior si è andata consolidando grazie alla loro presenza in vari show televisivi in qualità di conduttori o ospiti. Tutti i membri del gruppo avevano già avuto esperienze di attori in alcuni episodi di serie televisive, reality show o drama coreani. Come gruppo, i tredici membri dei Super Junior hanno preso parte al drama "Super Junior Mini-Drama": un programma televisivo trasmesso alla fine del 2006. Il gruppo fu produttore, autore e protagonista degli episodi della serie. Nel 2008 Leeteuk e Sungmin sono stati i protagonisti dello special televisivo "Super Junior Unbelievable Story". Altre esperienze televisive dei Super Junior includono: Super Junior Show (2005–2006), Mistery 6 (2006), Super Junior Full House (2006), Super Adonis Camp (2006) e Explorers of the Human Body (2007–2008). Dodici membri del gruppo, a esclusione di Kyuhyun, sono stati protagonisti anche di un film cinematografico intitolato "Attack on the Pin-Up Boys". Il film, il primo in assoluto prodotto dalla SM Pictures, è stato trasmesso nel 2007 in Corea. "Wonder Boy", eseguita dai Super Junior, è stata usata come colonna sonora del film.
Si tengono nel corso di questi due anni il Super Tour e il Super Tour 2. Nel corso degli anni i componenti dei Super Junior si sono divisi in altri sottogruppi, con l'intenzione di rivolgersi a un pubblico differente. Nel 2006 sono nati i Super Junior-K.R.Y formati da Kyuhyun, Ryeowook e Yesung, il cui stile musicale si rivolge a un pubblico più maturo, attraverso ballate R&B. A differenza degli altri gruppi formati come costole dei Super Junior i Super Junior-K.R.Y non hanno mai pubblicato un album o un singolo, ma
hanno soltanto preso parte a colonne sonore o a progetti di altri artisti. I Super Junior-T, nati nel 2007 e formati da Leeteuk (il leader), Heechul, Kang-in, Shindong, Sungmin, e Eunhyuk sono conosciuti per il loro stile trot, mentre i Super Junior-M, nati nel 2008 e formati da Siwon, Donghae, Kyuhyun, Henry, Ryeowook, Sungmin e Zhou Mi sono più orientati verso la musica dance. L'ultimo gruppo nato è Super Junior-Happy, nato nel 2008 e formato da Leeteuk (leader), Yesung, Kang-in, Shindong, Sungmin, e Eunhyuk.
Il gruppo ha vinto sette prestigiosi riconoscimenti musicali, che vanno dal M.net Asian Music Awards al Golden Disk Awards, oltre a essere risultati gli "artisti coreani preferiti dal pubblico" all'MTV Asia Awards del 2008.

### 2009-2010

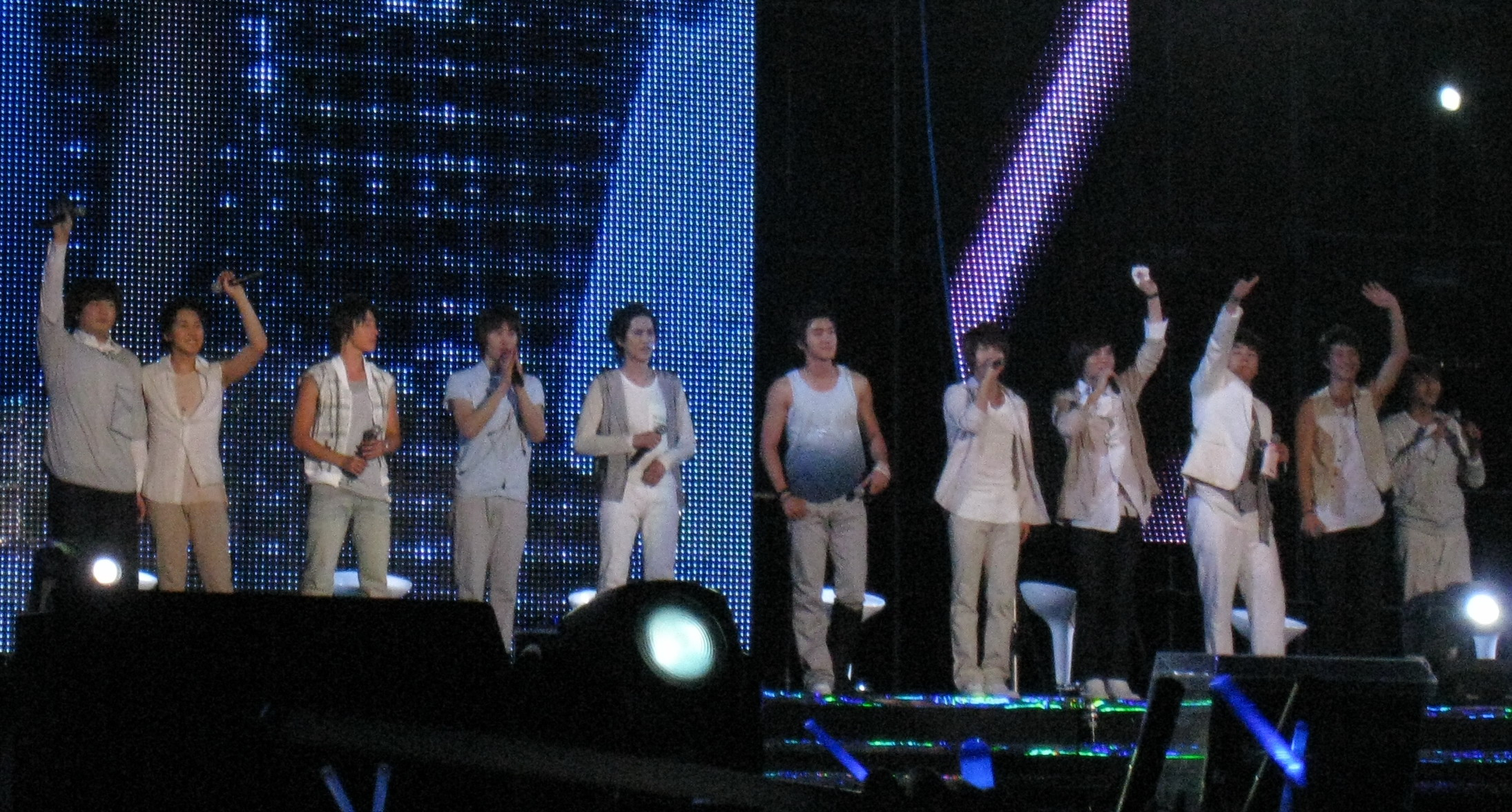
I Super Junior Live al SMTOWN Live a Bangkok.

Nonostante il successo il gruppo è percorso da vari cambiamenti di formazione durante i concerti. Kibum lascia il gruppo per proseguire la propria carriera di attore; nel 2009 Kangin ha problemi legali per via di un grave incidente automobilistico accaduto nel 2009; Han Geng lascia la SM Entertainment, ritenendo le sue condizioni economiche non adeguate e nel 2010 pubblica il suo primo album da solista; Kangin è costretto a prendersi una pausa per assolvere il servizio militare. Con solo dieci membri, il gruppo pubblica l'album Bonamana nel maggio del 2010, che seppur non acclamato dalla critica, riesce a vendere 300 000 copie. L'album rimane nelle posizioni alte delle classifiche di Giappone e Corea per sessantuno settimane.
Il gruppo, insieme ad altri artisti della SM Entertainment, si imbarca in un tour mondiale, il Super Show 3, che li porta a Parigi, Los Angeles e New York, ottenendo grande attenzione da parte dei media, e apparendo in uno speciale della CNN. Il gruppo inizia a ottenere riconoscibilità in tutto il mondo: una classifica in Perù li vuole fra gli uomini più sexy del mondo, mentre i membri del gruppo concedono intervista in Slovenia e Iran e appaiono in concerti anche in Brasile. In Messico TV Azteca e nel Regno Unito la BBC parlano dei Super Junior.

### 2011
Viene pubblicato l'album Mr. Simple, e si classifica al primo posto nella Gaon Chart, vendendo 287,427 copie all'epoca.
Arriva invece terzo nella classifica Billboard.
L'11 gennaio hanno partecipato al 26º Golden Disk Award tenutosi a Osaka, in Giappone.
Hanno poi concluso il loro tour mondiale, il Super Show 4, avendo tenuto concerti a Seoul, Osaka, Taipei(Cina), Singapore, Macao(Cina), Bangkok(Thailandia), Parigi, Shanghai, Jakarta e Tokyo, registrando in totale oltre 900 000 spettatori.

### 2012-2013
Dopo essersi preso una pausa dal gruppo a causa del servizio militare Kangin ha ripreso l'attività con il gruppo con il sesto album, ovvero Sexy, Free & Single, che è stato pubblicato il 1º luglio 2012 digitalmente e fisicamente il 4 luglio.
Il videoclip per il singolo Sexy, Free & Single è stato pubblicato il 3 luglio. Esiste una versione B dell'album, che di differente dal primo ha solo la copertina.
Il 7 agosto è uscita una versione deluxe dell'album, chiamata SPY, contenente nuovi brani quali "Only U", composta da Leeteuk, "Outsider" e "Haru", composta da Donghae. Sexy, Free & Single ha raggiunto le vette su iTunes in stati come il Perù, il Giappone, la Francia e l'Australia, arrivando terzo nella classifica Billboard World Albums. Anche quest'album ha visto il suo debutto al Gaon Chart, vendendo 335,744 copie. Il 30 ottobre Leeteuk si arruola nel servizio militare.
Nel febbraio del 2013 è stato annunciato un nuovo tour mondiale, il "Super Show 5". Iniziato a marzo a Seoul, è poi continuato in Cina, Giappone, America ed Europa. Il 6 maggio Yesung si è arruolato nel servizio militare obbligatorio, ponendo fine momentaneamente alle promozioni del gruppo con lui presente. Il 30 agosto Heechul torna dal servizio militare.
Il 10 novembre 2013 Eunhyuk, Siwon, Kangin e Kyuhyun hanno partecipato all'Oxford Union Debating Chamber tenutosi all'Università di Oxford, intitolando il loro intervento "Super Junior: The Last Man Standing". L'evento ha avuto la collaborazione della Società Coreana dell'Università di Oxford, della Società Asiatica e dell'Unione di Oxford.

### 2014
Il 29 luglio Leeteuk torna dal servizio militare.
Ad agosto del 2014 la SMTOWN ha annunciato che, dato che Heechul e Leeteuk erano tornati dal servizio militare, avrebbero ripreso le promozioni con il gruppo.
L'album MAMACITA è stato pubblicato digitalmente il 29 agosto 2014 e fisicamente il 1 settembre 2014.
Il Super Show 6 è rimasto tre giorni alla Jamsil Arena, stadio di un quartiere di Seoul. Questo show li ha resi i primi artisti coreani ad avere tenuto cento concerti.
Il 27 ottobre viene pubblicata la versione deluxe di MAMACITA, chiamata This Is Love, contenente tre nuove canzoni, tra cui, appunto, This Is Love, una versione riarrangiata cantata live di This Is Love e le canzoni già precedentemente pubblicate. Ha raggiunto il primo posto su molte piattaforme come la Sinnara Records e la Hanteo Chart.

### 2015
Il 4 maggio Yesung torna dal militare.
L'8 luglio 2015 viene pubblicato Devil, che vede il ritorno alle promozioni di Yesung. L'album è stato pubblicato il 16 luglio, ed è stato il più venduto nella United World Charts. Continua il Super Show 6, dove il loro concerto si tiene l'11 luglio, con una replica il giorno successivo. Hanno cantato 4 canzoni dall'album, ovvero "Devil", "We Can", "Alright" e "Don't Wake Me Up".
Kangin si allontana dal gruppo, non abbandonandolo ancora, ma semplicemente rimanendo inattivo.

### 2017
Il 25 maggio 2017 Kyuhyun parte per il servizio militare. Il 30 ottobre è uscito un nuovo singolo compreso di video, One More Chance, per annunciare il nuovo album, in cui la canzone sarebbe stata inclusa.
Il 6 novembre, proprio al 12º "compleanno" della band, è stato pubblicato Play.
L'11 dicembre è uscito un singolo giapponese, dal titolo On and On, composto esclusivamente da Siwon. A dicembre è cominciato il Super Show 7.

### 2018-2019
La versione deluxe di Play, Replay, viene pubblicata il 12 aprile 2018, con title track Lo Siento, che vede un featuring nella versione coreana con frasi in spagnolo di Leslie Grace e uno con il gruppo misto Kard., esclusivamente in coreano.
Il 7 maggio 2019 Kyuhyun è tornato dal servizio militare, rendendo possibile un ritorno della band, previsto per la seconda metà del 2019. L'11 luglio però, Kangin decide di lasciare il gruppo. Non è stata una sorpresa, vista la sua inattività al gruppo dal 2015.
Il nuovo singolo, annunciato in precedenza, porta il nome di "Super Clap".

### 2025
Il 12 luglio del 2025 ritornano con il 12esimo album chiamato Super Junior 25 con 9 membri: Leeteuk (leader), Heechul, Yesung, Shindong, Ehunyuk, Donghae, Siwon, Ryeowook e Khyuhun. Viene annunciato con Express mode, ch'è anche la title track dell'album.

## Formazione

### Formazione attuale
- Leeteuk (이특) - leader, voce, rap (2005-presente)
- Kim Hee-chul (희철) - voce, rap (2005-presente)
- Yesung (예성) - voce (2005-presente)
- Shindong (신동) - rap (2005-presente)
- Eunhyuk (은혁)  - rap, voce (2005-presente)
- Si-won (시원) - voce (2005-presente)
- Donghae (동해) - voce, rap (2005-presente)
- Ryeowook (려욱) - voce (2005-presente)
- Kyuhyun (규현) - voce (2006-presente)
- Zhou Mi (조미)- voce (2008-presente)

### Membri inattivi
- Sungmin (성민) - voce (2005-inattivo dal 2015)

### Ex componenti
- Han Geng (한겅) - voce (2005-2011)
- Kangin (강인)- voce (2005-2019)
- Kibum (기범) - rap, voce (2005-2015)
- Henry Lau (헨리) (2007-2018)

Han Geng, abbandonato il gruppo sin dal dicembre del 2009, ha chiuso il contratto con la SM Entertainment nel 2011, dopo avere vinto la causa presentata contro l'agenzia 2010. Kibum ha intrapreso la carriera di attore e si è separato dalla band fin dal 2009, annunciando tuttavia il termine del suo contratto soltanto il 15 agosto 2015. Gli altri membri del gruppo hanno insistito nell'affermare che nonostante tutto Han Geng e Kibum sono ancora parte del gruppo.
Dal luglio 2010 al maggio del 2019 gli undici elementi attivi hanno completato il servizio militare obbligatorio di 21 mesi. Kangin si è arruolato il 5 luglio 2010 e ha completato il servizio il 16 aprile 2012. Heechul si è arruolato il 1 settembre 2011 e ha completato la leva il 30 agosto 2013. Leeteuk si è arruolato per il servizio militare obbligatorio il 30 ottobre 2012 e l'ha completato il 29 luglio 2014. Yesung si è arruolato il 6 maggio 2013 ed è stato congedato il 4 maggio 2015. Shindong si è arruolato il 24 marzo 2015 ed è stato congedato il 23 dicembre 2016. Sungmin si è arruolato il 31 marzo 2015 e ha completato la leva il 29 dicembre 2016. Eunhyuk si è arruolato il 13 ottobre 2015 e ha completato la leva il 12 luglio 2017. Donghae si è arruolato per il servizio militare il 15 ottobre 2015 e l'ha completato il 14 luglio 2017. Siwon il 19 novembre 2015 ed è stato congedato il 18 agosto 2017. Ryeowook è entrato in servizio l'11 ottobre 2016 e ha completato la leva il 10 luglio 2018. Kyuhyun si è arruolato il 25 maggio 2017 e ha completato la leva il 7 maggio 2019.
Il 30 aprile 2018, alla scadenza del contratto, Henry decide di non rinnovarlo, lasciando così i Super Junior-M e la SM.
L'11 luglio 2019, dopo quasi quattordici anni di attività, anche Kangin abbandona il gruppo, rimanendo comunque sotto contatto con la SM TOWN.

### Sottogruppi
Sin dal debutto dei Super Junior sono stati formati quattro sottogruppi. A eccezione di Kibum tutti i membri sono stati inseriti in almeno uno dei sottogruppi. Le intenzioni dei sottogruppi erano parte della strategia della SM Entertainment di non limitare le attività dei Super Junior con le carriere individuali dei vari membri Inoltre, obiettivo delle formazioni dei sottogruppi era dimostrare che i Super Junior potevano interpretare vari generi musicali. Questa strategia è stata tuttavia criticata, per come ha influenzato altri gruppi alla tendenza di dividersi in piccoli sottogruppi nello stesso modo.

## Discografia

### Album coreani
- SuperJunior05 (TWINS) (2005)
- Don't Don (2007)
- Sorry, Sorry (2009)
- Bonamana (2010)
- Mr. Simple (2011)
- Sexy, Free & Single (2012)
- Mamacita (2014)
- Devil (2015)
- Play (2017)
- Time Slip (2019)
- The Renaissance (2021)

### Album giapponesi
- Hero (2013)
- Star (2021)

## Tournée
- "Super Show" - The 1st Asia Tour (2008–2009)
- "Super Show 2" - The 2nd Asia Tour (2009–2010)
- "Super Show 3" - The 3rd Asia Tour (2010–2011)
- "Super Show 4" - Super Junior World Tour (2011–2012)
- "Super Show 5" - Super Junior World Tour (2013–2014)
- "Super Show 6" - Super Junior World Tour (2014–2015)
- "Super Show 7" - Super Junior World Tour (2017–2018)

Tour affiliati
- SMTown Live '07 Summer Concert (2007)
- SMTown Live '08 (2008–2009)
- SMTown Live '10 World Tour (2010–2011)
- SMTown Live World Tour III (2012–2013)
- SM Town Week - Treasure Island (2013)
- SMTown Live World Tour IV (2014–2015)

Tour dei sottogruppi
Super Junior-K.R.Y.:
- Super Junior-K.R.Y. The 1st Concert (2010–2011)
- Super Junior-K.R.Y. Special Winter Concert (2012–2013)
- Super Junior-K.R.Y. Japan Tour (2015)
- Super Junior-K.R.Y. Asia Tour (2015)

Super Junior-D&E:
- Super Junior-D&E The 1st Japan Tour (2014)
- Super Junior-D&E The 2nd Japan Tour (2015)
- Super Junior-D&E Asia Tour (2015)

## Filmografia
Film
- Attack on the Pin-Up Boys (2007)
- Super Show 3|Super Show 3 3D (2011)
- I AM. (2012)
- Super Show 4|Super Show 4 3D (2013)
- SM Town Live World Tour 4|SM Town The Stage (2015)

Televisione
- Super Junior Show (2005)
- Super Adonis Camp (2006)
- Mystery 6 (2006)
- Super Junior Full House|Full House (2006)
- Super Junior Mini-Drama (2006)
- Idol World (2007)
- Explorers of the Human Body (2007–2008)
- Idol Show (2008)
- Unbelievable Outing Season 3 (2008)
- Super Junior's Foresight (2010)
- Super Junior-M Guesthouse (2014) con Henry e Zhoumi
- Knowing Bros (아는 형님) - programma televisivo, episodio 200 (2019)
- My Little Old Boy (미운 우리 새끼) - programma televisivo, episodio 160 (2019)
- SJ Returns 3 - programma (2019)
- Idol Room (아이돌룸) - programma televisivo (2019)
- K.R.Y. Returns - programma (2020)
- Puleuge bichnadeon syupeojunieo-K.R.Y.ui gyejeol (푸르게 빛나던 슈퍼주니어-K.R.Y.의 계절) - (SUPER JUNIOR K.R.Y.) - (2020)
- Suju Returns 4 (2020-) - programma online
- SUPER JUNIOR–K.R.Y. THE STAGE (2020)
- Hideunteulaeg 2 (히든트랙 2) - (SUPER JUNIOR K.R.Y.) trasmissione online (2020)
- You Hee-Yeol's Sketchbook (유희열의 스케치북) - (SUPER JUNIOR K.R.Y) - trasmissione televisiva (2020)
- DoReMi Market (도레미마켓) - (SUPER JUNIOR K.R.Y) - trasmissione televisiva (2020)
- Aidol yebyeongdae kaempeu (아이돌 예병대 캠프 : SUPER JUNIOR-K.R.Y.) - trasmissione online, due episodi (2020)
- Daehanmingug donghaengseil teugbyeolhaengsa (대한민국 동행세일 특별행사) (SUPER JUNIOR K.R.Y) - trasmissione (2020)
- World is ONE - trasmissione live online (2020)
- Ahyeong bang-gwa hu hwaldong 'dongdongsingi' (SUPER JUNIOR D&E, episodio 243, 249, 250, SUPER JUNIOR K.R.Y. episodio 250) (2020)
- Beyond LIVE – SUPER JUNIOR-K.R.Y. : 푸르게 빛나는 우리의 계절 (SUPER JUNIOR K.R.Y) (2020)
- a-nation online 2020 (2020)
- D&E Returns (2020)
- Super Junior-D&E's'B.A.D' COUNTDOWN LIVE (2020)
- SUJU Returns Channel'D&E Returns' (2020)
- MUPLY 뮤플리 : SUPER JUNIOR-D&E (2020)
- Hyeongdon-iwa daejun-iui neinom (‘형돈이와 대준이의 네이놈’ : SUPER JUNIOR-D&E) (2020)
- Twitter Blueroom LIVE (SUPER JUNIOR K.R.Y., SUPER JUNIOR D&E (2020)
- Music Bank (뮤직뱅크) (SUPER JUNIOR K.R.Y episodio 1032, SUPER JUNIOR D&E) (2020)
- SUPER JUNIOR–D&E THE STAGE (2020)
- Point of Omniscient Interfere (전지적 참견 시점) (SUPER JUNIOR D&E) (2020)
- Show! Eum-ak jungsim (쇼! 음악중심) (SUPER JUNIOR K.R.Y, SUPER JUNIOR D&E) (2020)
- Inkigayo (인기가요 : SUPER JUNIOR K.R.Y episodio 1050, SUPER JUNIOR-D&E) (2020)
- ‘PARTY B’ : SUPER JUNIOR-D&E (2020)
- SM 슈퍼 아이돌리그 시즌9 (Super Junior D&E) (2020-)
- ‘Super Junior’s “Invitation”: I’ll show you “to us (E.L.F.) in advance” (‘슈퍼주니어의 “초대” : 미리 “우리(E.L.F.)에게” 보여줄게’) - concerto online (2020)
- Beyond LIVE - SUPER JUNIOR 15th Anniversary Special Event - concerto online (2020)
- 2020 ASEAN Hallyu Expo (2020 아세안 한류박람회) - (Super Junior D&E) trasmissione online (2020)
- Beyond LIVE-2020 K-POP x K-ART CONCERT SUPER KPA (2020)
- 2020 ASIA ARTIST AWARDS (2020) - cerimonia di premiazione
- Weekly Idol (2020), episodi 475,489,490 (Super Junior K.R.Y episodio 464,465)
- SJ NEWS (2020-) - trasmissione online
- 2020 THE FACT MUSIC AWARDS (2020) - cerimonia di premiazione
- 명화들의 전쟁 – 슈주네 학당 : 슈퍼주니어 능력자들 - online (2020-)
- SMTOWN Live "Culture Humanity"- concerto online (2020)

## Programmi radiofonici
| Anno | Data     | Programma radiofonico                                                |
| ---- | -------- | -------------------------------------------------------------------- |
| 2020 | 09.06.29 | Volume Up (KBS Cool FM 강한나의 볼륨을 높여요 : SUPER JUNIOR-K.R.Y.) |
| 2020 | 10.06.20 | Cultwo Show (SBS 파워FM 두시탈출 컬투쇼 : SUPER JUNIOR–K.R.Y.)       |
| 2020 | 16.06.20 | MBC 표준FM 아이돌라디오 : SUPER JUNIOR-K.R.Y.                        |
| 2020 | 10.09.20 | MBC FM4U 정오의 희망곡 김신영입니다 : SUPER JUNIOR-D&E               |